# Cérvol comú

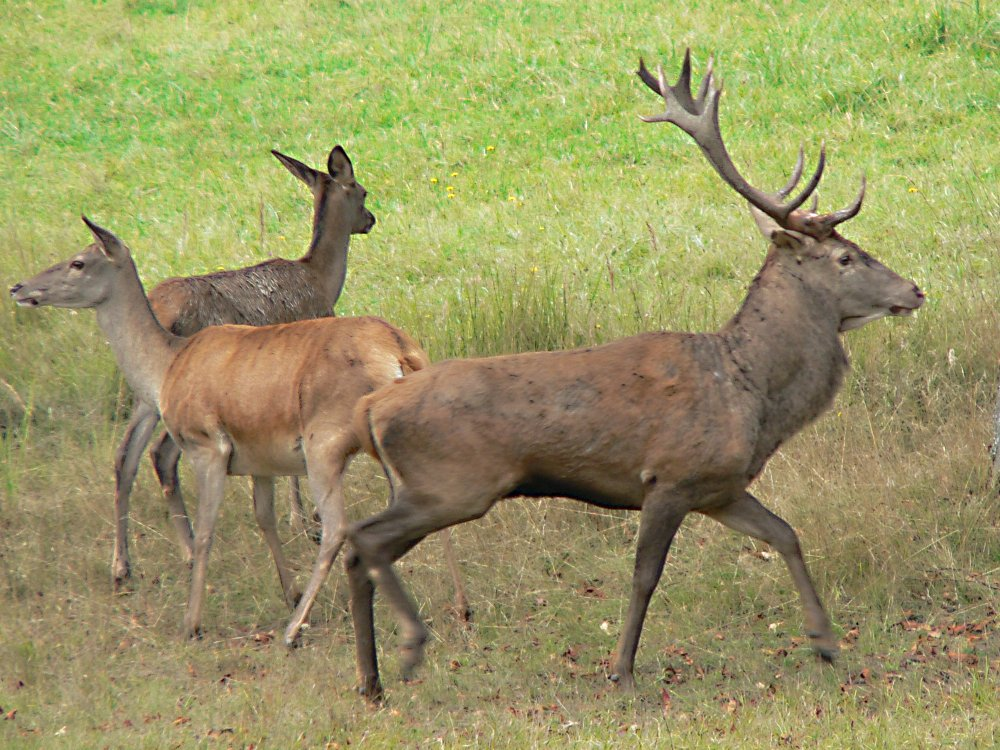
Exemplars de cérvol comú

El cérvol o cérvol comú (Cervus elaphus) és una espècie de cérvol àmpliament distribuïda per l'hemisferi nord. S'han documentat unes 27 subespècies diferents amb una distribució que s'estén des del Magrib, la península Ibèrica i Gran Bretanya, fins a gran part de Nord-amèrica. Entre si es diferencien per la grandària, longitud i color del pèl i la forma de les banyes. Les sis subespècies de uapitís nord-americans, anteriorment classificats a l'espècie pròpia Cervus canadensis, es classifiquen actualment com a subespècies de Cervus elaphus. Els cérvols arriben a la pubertat a l'any de néixer.

## Descripció
Els mascles tenen unes grans banyes ramificades: a partir d'un eix principal de secció cilíndrica surten diverses branques, el nombre de les quals no està pas sempre relacionat amb l'edat de l'animal. Les banyes les renoven cada any; cap al març o l'abril cauen i de seguida comencen a créixer les noves, que al juny o al juliol ja han assolit el màxim desenvolupament.
El pelatge és bru rogenc i a l'hivern adopta tonalitats més grisoses. A la gropa hi té una taca de color castany que s'estén dorsalment per sobre la cua. Els cervatells menors de sis mesos presenten taques clares disperses.
Dimensions corporals: cap + cos (160-260 cm), cua (10-15 cm) i alçada a la creu (100-150 cm).
Pes: les femelles fan entre 60-80 kg, mentre que els mascles poden pesar entre 75 i 140 kg.

## Hàbitat
Boscos, tant caducifolis com perennifolis, sempre, però, que siguin més o menys oberts o amb clarianes on hi hagi herba, aliment que prefereix a les branquetes d'arbres i arbustos.

### El cérvol a Catalunya

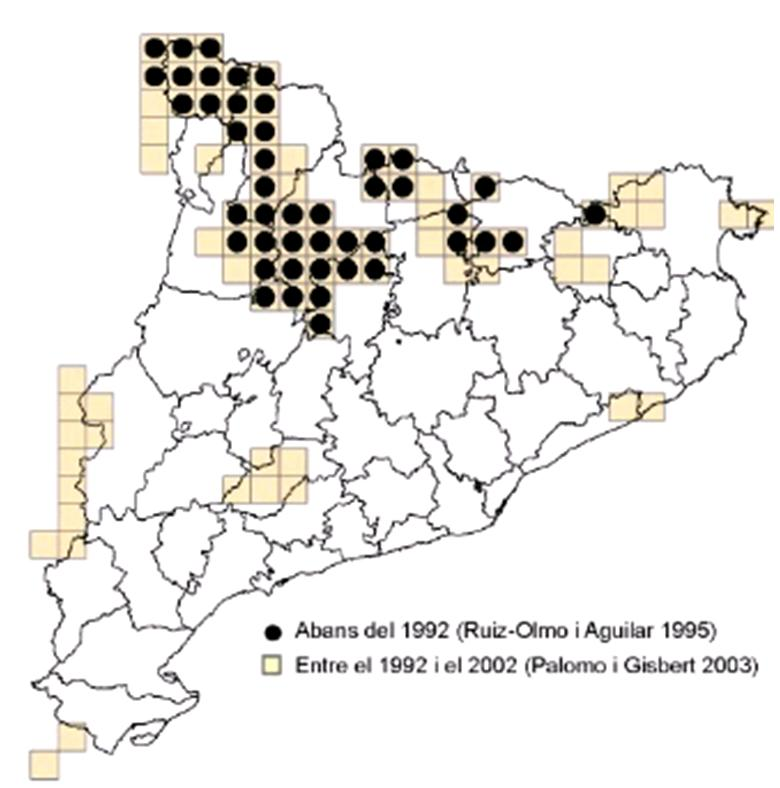
Distribució del cérvol a Catalunya

A Catalunya el cérvol s'extingí a finals del segle xix, fins a ser reintroduït a partir dels anys 50 a càrrec de caçadors i de la Generalitat més posteriorment. El cérvol que trobem actualment per Catalunya és l'ibèric (C. e. hispanicus), excepte a la Vall d'Aran, on hi ha el cérvol europeu (C. e. elaphus), una mica més gros. On n'hi ha en més abundància és a la Vall d'Aran, la Reserva Nacional de Caça de Boumort, el nord del Berguedà, i a les comarques pirinenques en general, entre d'altres.

## Costums
Alterna períodes d'activitat amb períodes de descans durant les vint-i-quatre hores del dia. Els períodes d'activitat més llarg són els de la matinada i el vespre. Això, juntament amb el fet que sovint es mostra força confiat, el fan relativament fàcil d'observar.
Hi ha ramats de femelles amb les seves cries i ramats de mascles. Només durant l'època de zel es formen ramats mixtos, però aviat es desintegren. Els mascles més vells són solitaris.

## Rastre
Com el senglar, de tant en tant pren banys de fang i posteriorment es refrega contra un arbre.
A la tardor, els mascles en zel emeten uns característics bramuls, greus i profunds, que es poden sentir des d'uns quants quilòmetres de distància.

## Espècies semblants
La daina i el cabirol són més petits i els mascles respectius no tenen les banyes ramificades en forma de canelobre. Per a distingir les femelles de les tres espècies de cèrvids, cal fixar-se en el dibuix de la taca anal.